# Енсо
Енсо е японска дума означаваща „кръг“ и концепция, тясно асоциирана с дзен. Енсо е един от най-честите обекти на японската калиграфия, въпреки че е символ, а не дума. Символизира просветлението, силата, елегантността, Вселената и празнотата; може също да символизира японската естетика сама по себе си. Като „израз на момента“ често се разглежда като форма на минималистично експресивно изкуство.
В дзенбудисткото рисуване енсо символизира момента, в който умът е свободен да остави духа да твори. Нарисуваният с четка кръг обикновено е направен върху копринена или оризова хартия с едно движение (но великия Банкей понякога използвал две движения) и няма възможност за промяна: той показва изразителното движение на духа по това време. Дзенбудистите вярват, че душата на художника е изцяло извадена на показ в това как той или тя рисува енсо. Само човек, който е умствено и душевно завършен може да нарисува истински енсо. Някои го правят ежедневно като вид духовно упражение."